# Klausjürgen Wussow
Klausjürgen Wussow, né le 30 avril 1929 à Cammin (province de Poméranie, Pologne actuelle) et mort le 19 juin 2007 à Rüdersdorf bei Berlin, est un acteur et doubleur germano-autrichien. 

## Biographie
Klausjürgen Wussow naît à Cammin en province de Poméranie en 1929. Il est l'un des quatre fils d'un cantor et d'un professeur.
Enfant, il joue sur la scène du théâtre de la ville de Waren dans le Mecklembourg. Après son service militaire, Wussow étudie au lycée Richard Wossidlo de Waren à partir de 1946. L'un de ses camarades de classe est Heiner Müller. Wussow s'est marié quatre fois. Il a eu une fille de son premier mariage (1951 à 1960) avec l'actrice Jolande Franz (1927-2015). De son deuxième mariage avec l'actrice Ida Krottendorf (1960 à 1991) naissent deux enfants: Barbara et Alexander Wussow, tous deux également futurs acteurs. Son gendre est l'acteur Albert Fortell. Enfin, il se marie une troisième fois (de 1992 à 2003) avec la journaliste Yvonne Viehöfer, de 26 ans sa cadette. De cette dernière union naît Benjamin Wussow en 1993. Celui-ci vit désormais en Espagne en tant que missionnaire chrétien. En 2004, Wussow épouse Sabine Scholz, la veuve du boxeur Bubi Scholz. 
Wussow s'est lourdement endetté, selon certaines informations à hauteur de trois millions d'euros, et il doit se déclarer en faillite personnelle en 2001.
Atteint de démence depuis juillet 2006, il vit dans une maison de retraite à Strausberg dans le Brandebourg . Au cours des derniers mois de sa vie, il doit être soigné après une syncope dans l'unité de soins intensifs de l'hôpital évangélique de Rüdersdorf près de Berlin. Il y meurt le 19 juin 2007 à l'âge de 78 ans.
Malgré une disposition testamentaire rédigée en 2000, selon laquelle il demande à être enterré aux côtés de sa seconde épouse Ida Krottendorf à Vienne-Grinzing, l'acteur est enterré le 30 juin 2007 après un service funèbre à l'église du Souvenir de Berlin, au cimetière Heerstrasse à Berlin-Westend. Selon sa demande, le sermon est prononcé par Jürgen Fliege, le pasteur de la télévision, qui effectue également la bénédiction sur la tombe.

## Théâtre
Après ses débuts au Volksbühne de Schwerin, sa carrière théâtrale se poursuit au théâtre Hebbel-Theater et au Theater am Schiffbauerdamm à Berlin, ainsi qu'aux scènes municipales de Francfort-sur-le-Main, Düsseldorf, Cologne, Zurich et Munich. De 1964 à 1986, il est membre de l'ensemble du Burgtheater de Vienne. 

## Télévision
Dans les années 1960, il joue dans Die fünfte Kolonne. Dans les années 1970, Wussow travaille principalement comme acteur dans des séries télévisées, par exemple dans la série en 26 épisodes Der Kurier der Kaiserin. Il joue également dans Sergeant Berry, mais quitte la série après treize épisodes et est ensuite remplacé par Harald Juhnke. Il joue aussi dans la série Ringstraßenpalais. 
Wussow se fait connaître d'un large public grâce à son rôle du professeur Brinkmann dans les 70 épisodes de la série télévisée La Clinique de la Forêt-Noire (1985-1988) diffusée sur la chaîne allemande ZDF.

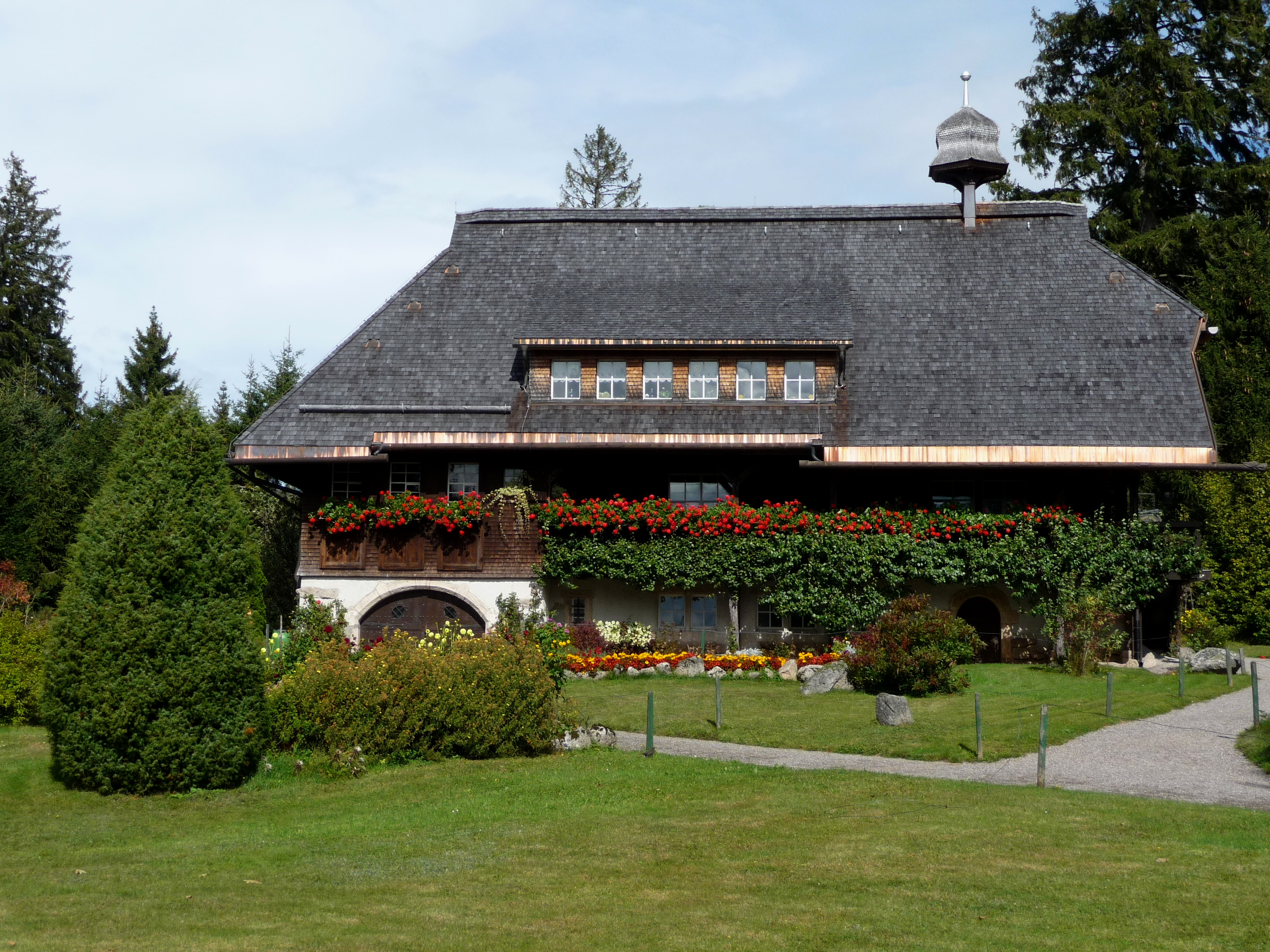
Maison de la famille Brinkmann dans la série La clinique de la Forêt-Noire

 Wussow obtient un congé pour le tournage de la série par Claus Peymann, qui est alors le directeur du Burgtheater. En raison de l'énorme succès de la série hospitalière de Glottertal, il quitte l'ensemble du Burgtheater en 1986 après ses dernières apparitions théâtrales à Vienne. Environ 28 millions de téléspectateurs par épisode regardent la série à l'époque, ce qui assure sa popularité. Comme c'était son souhait de carrière d'origine de devenir médecin (voir aussi les livres de Wussow, Mein Leben als Chefarzt et Professor Brinkmann und ich), il se consacre au rôle du professeur Brinkmann avec un plaisir particulier. De 1996 à 2003, Wussow joue de nouveau un rôle de médecin en chef dans les 23 épisodes de la série ARD Klinik unter Palmen.

## Doublage et autres activités
En plus d'être acteur, Wussow se fait également un nom en tant qu'auteur, peintre et acteur de doublage (notamment comme Frollo dans le film de Walt Disney Le Bossu de Notre Dame). Wussow participe également à un certain nombre de productions radiophoniques ; Par exemple, en 1957 dans le rôle de Peter Koslowski dans le film en cinq parties Am Grünen Strand der Spree, produit par le SWF sous la direction de Gert Westphal . 

## Honneurs
Wussow est fait officier de l'Ordre du Mérite de la République fédérale d'Allemagne, la citoyenneté honoraire de la République d'Autriche et une chaire honoraire autrichienne. Il est également récompensé de la Goldene Kamera (1985) et d'un Bambi (1985).[réf. nécessaire]

## Filmographie
- 1958 : Les Souris grises
- 1959 : Arzt aus Leidenschaft
- 1960 : Poupées d'amour
- 1960 : Scotland Yard contre Cercle rouge
- 1960 : Soldatensender Calais
- 1960 : Eine Frau fürs ganze Leben
- 1960 : Agatha, laß das Morden sein!
- 1961 : Der grüne Bogenschütze
- 1961 : Paris a deux visages
- 1961 : Das letzte Kapitel
- 1962 : Espionnage à Hong Kong
- 1963 : Jahre danach (téléfilm)
- 1963 : Tod eines Handlungsreisenden (téléfilm)
- 1963 : Der arme Bitos… oder Das Diner der Köpfe (téléfilm)
- 1964 : Das Pferd (téléfilm)
- 1964 : La Morte de Beverly Hills
- 1965 : Yerma (téléfilm)
- 1965 : Bernhard Lichtenberg (téléfilm)
- 1965-1966 : Die fünfte Kolonne (série télévisée, épisodes Blumen für Zimmer 19 et Ein Auftrag für…)
- 1966 : Rette sich, wer kann oder Dummheit siegt überall (téléfilm)
- 1966 : Comando de asesinos
- 1967 : ...geborene Lipowski (série télévisée Interpol)
- 1967 : Typhon sur Hambourg
- 1968 : Le comte Yoster a bien l'honneur (série télévisée)
- 1969 : Schwester Bonaventura (téléfilm)
- 1969 : Asche des Sieges (téléfilm)
- 1971 : Hamburg Transit (série télévisée, épisode 35 Minuten Verspätung)
- 1970–1971 : Der Kurier der Kaiserin (série télévisée, 26 épisodes)
- 1971 : Oliver (téléfilm)
- 1971 : Der Kommissar (série télévisée, épisode Lisa Bassenges Mörder)
- 1974 : Sergeant Berry (série télévisée, 13 épisodes)
- 1974 : Verurteilt 1910 (téléfilm)
- 1975 : Am Wege
- 1975 : Monika und die Sechzehnjährigen
- 1978–1984 : Le Renard (série télévisée, 2 épisodes)
- 1978 : Götz von Berlichingen mit der eisernen Hand
- 1979 : Das Licht der Gerechten (La lumière des justes, série télévisée)
- 1979 : Tatort: Freund Gregor (série télévisée)
- 1979–1997 : Inspecteur Derrick (série télévisée, 6 épisodes)
- 1980 : Kolportage (téléfilm)
- 1980 : Cabale et Amour (pièce télévisée)
- 1981 : Der Bockerer
- 1981 : Tarabas (téléfilm)
- 1982 : Tatort: Trimmel und Isolde
- 1983 : Ringstraßenpalais (série télévisée, épisode Eine Rechnung wird bezahlt)
- 1983 : Liebe hat ihre Zeit (téléfilm)
- 1983 : Mich wundert, daß ich so fröhlich bin (téléfilm)
- 1983 : Das Traumschiff – Marokko (série télévisée)
- 1984 : Heiße Wickel – kalte Güsse (série télévisée)
- 1985 : Der Sonne entgegen (série télévisée, 5 épisodes)
- 1985–1989 : La Clinique de la Forêt-Noire (série télévisée, 71 épisodes)
- 1985 : Nägel mit Köpfen
- 1986 : Bitte laßt die Blumen leben
- 1986 : Hessische Geschichten (série télévisée, épisode Die Fachdiagnose)
- 1989 : Ein Geschenk des Himmels (téléfilm)
- 1989 : Geld macht nicht glücklich (téléfilm)
- 1990 : Wohin die Liebe fällt (téléfilm)
- 1990 : Die spät bezahlte Schuld (téléfilm)
- 1990 : Kartoffeln mit Stippe (série télévisée)
- 1990–1993 : Ein Schloß am Wörthersee (série télévisée, épisodes Der Pechvogel et Die goldene Nase)
- 1991 : Das Traumschiff – Disney World
- 1992 : Der Fotograf oder Das Auge Gottes (série télévisée)
- 1992 : Die Sonne über dem Dschungel
- 1993 : Auf Messers Schneide (La scalata) (série télévisée, 6 épisodes)
- 1993 : Ein besonderes Paar (série télévisée)
- 1993 : Wolff, police criminelle (série télévisée, épisode Die Tochter)
- 1993 : Ein unvergeßliches Wochenende… auf Capri (série télévisée)
- 1993 : Die Skrupellosen – Hörigkeit des Herzens (téléfilm)
- 1993 : Familienehre (téléfilm)
- 1994 : Cornelius hilft (série télévisée, épisode Haifisch am Haken)
- 1995 : Das Traumschiff – Mauritius
- 1995 : Liebling, ich muß auf Geschäftsreise (téléfilm)
- 1995 : Ein Richter zum Küssen (téléfilm)
- 1995 : Tatort: Mordnacht
- 1995 : Rosamunde Pilcher – Wolken am Horizont (série télévisée)
- 1996–2003 : Klinik unter Palmen (série télévisée, 23 épisodes)
- 1996 : Tanz auf dem Vulkan (série télévisée)
- 1996 : Spiel des Lebens (série télévisée, épisode Nachtasyl)
- 1996 : Die Männer vom K3 (série télévisée, épisode Tomskys letzte Reise)
- 1996 : Mona M. – Mit den Waffen einer Frau (série télévisée, épisode Unter Verdacht)
- 1996 : Peter Strohm (série télévisée, épisode Solo für die Primadonna)
- 1997 : Ärzte (série télévisée, Folge Vollnarkose)
- 1997 : Les Musiciens de Brême
- 1998 : Freundschaft mit Herz, Wiedersehen in Palma (téléfilm)
- 1999 : Herz über Bord (téléfilm)
- 1999 : Geschichten aus dem Leben (série télévisée, épisode Zwei kleine Affären)
- 1999 : Gaukler der Liebe (téléfilm)
- 1999–2000 : Siska (série télévisée, épisodes Die 10% Bande et Herrn Lohmanns gesammelte Mörder)
- 2000 : Zwei Dickköpfe mit Format (téléfilm)
- 2000-2003 : Charly la malice (série télévisée, épisodes Der blinde Passagier et Schmetterlinge im Bauch)
- 2001 : Ein Stück vom Glück (téléfilm)
- 2001 : Zwei unter einem Dach (téléfilm)
- 2001 : Großstadtrevier (série télévisée, épisode Der süße Betrug)
- 2001 : Wilder Kaiser (série télévisée, épisode Der Wolf)
- 2002 : Freundschaft mit Herz (série télévisée, épisodes Vaterliebe et Ein schwerer Schlag)
- 2002 : Un cas pour deux (série télévisée, épisode Penthouse mit Leiche)
- 2002 : Klinikum Berlin Mitte - Leben in Bereitschaft (série télévisée, épisode Abgesperrt)
- 2002 : Ein himmlisches Weihnachtsgeschenk (téléfilm)
- 2003 : Heimatgeschichten – Der Schatzgräber (série télévisée, épisode Der Schatzgräber)
- 2004 : In aller Freundschaft (série télévisée, épisode Ein Mann fürs Leben)
- 2005 : Die Schwarzwaldklinik - Die nächste Generation (téléfilm)
- 2005 : Die Schwarzwaldklinik - Neue Zeiten (téléfilm)

## Émissions radio (sélection)
- 1961 : Georges Simenon : Le Chien jaune . Montage : Gert Westphal. Directeur : Heinz-Günter Stamm BR. L'Audio Verlag 2005.  (ISBN 978-3-8981-3390-6).
- 1967 : Eduard von Keyserling : Evening Houses - Réalisateur : Fritz Schröder-Jahn (pièce radiophonique - BR)

## Livres audio (sélection)
- Ivan Tourgueniev : Erste Liebe, Der Audio Verlag,  (ISBN 978-3-8623-1874-2) ( Audible : 2016 [5] )